# Surattha diffusilinea
Surattha diffusilinea là một loài bướm đêm trong họ Crambidae.